# Reting Rinpoche V
Thubten Jamphel Yeshe Gyaltsen eller Thupten Jampel Yishey Gyantsen, (tibetanska ཐུབ་བསྟན་འཇམ་དཔལ་ཡེ་ཤེས་རྒྱལ་མཚན་, wylie thub-bstan 'jam-dpal ye-shes rgyal-mtshan), född 1912 i (Dagpo, död 1947 i Lhasa, var en tibetansk Tibetan tulku och Reting Rinpoche V.
Gyantsen fick ansvara för uppfostran och utbildning av den fjortonde Dalai lama, Tenzin Gyatso, tillsammans med sin efterträdare på tronen Taktra Rinpoche III, Ngawang Sungrab Thutob . Dennes fullständiga namn var Tadrag Ngawang Sungrab Thubtan Tanpa Gyeltsen, men omnämndes ofta som Thutob. Thutob var betydligt äldre och hade verkat som abbot vid ett litet kloster, Radrbu-klostret i Doilungdechen, innan Yonne Lama föreslog honom som lärare och uppfostrare jämte Reting Rinpoche.

## Levnad
Gyantsen spelade en avgörande roll i Tibets historia som regent när den fjortonde Dalai lama, Tenzin Gyatso uppfostrades och tillsattes. Gyantsen sattes på tronen redan i unga år sedan den trettonde Dalai Lama, Thubten Gyatso fastslagit att Gyantsen var tulku och en reinkarnation av Ngawang Lobsang Yeshe Tenpai Gyaltsen Han var fortfarande ung 1941 (29 år) när han efter att ha utsatts för förtalskampanjer kände sig tvingad att lämna över tronen, åtminstone för en period av några år medan han företog en pilgrimsresa till Indien. Under frånvaron övertog Taktra Rinpoche III, Ngawang Sungrab Thutob, regentskapet.
När Reting Rinpoche ville ta tillbaka styret efter sitt uppehåll vägrade Taktra Rinpoche. Reting Rinpoche anklagades för att organisera en revolt mot det nya ledarskapet, fängslades och dog senare i fängelse vid Potalapalatset i Lhasa under mystiska omständigheter, där mycket tydde på att han förgiftades.
Hans fångvaktare rapporterade att hans testiklar krossats, så att han dött av smärtorna.
Statskontrollerade media i Kina hävdade att Thutob bar ansvaret för Reting Rinpoches död och hyllade Jamphel Yeshe Gyaltsen som patriot och hängiven buddhist, medan de kallade Ngawang Sungrab Thutob för "probrittisk separatist som förespråkade slaveri".
Händelseutvecklingen avslöjar de politiska dimensionerna kring den religiösa hierarki som förekom i Lhasa vid denna tid. Kritikerna till Reting Rinpoche V anklagade honom för omfattande corruption och samröre med en gift kvinna fastän han var munk. De flesta som kom till hans försvar menade att fängslingen berodde på hans närmande till inriktningen Nyingma inom tibetansk buddhism, och att alla anklagelserna emot honom fabricerats av kabinettsministern Kapshopa.
Hans efterträdare som Reting Rinpoche blev Tenzin Jigme.